# El gran Houdini
El gran Houdini (títol original en anglès: Houdini) és una pel·lícula dels Estats Units dirigida per George Marshall sobre el guió de Philip Yordan a partir de la història de Harold Kellock, estrenada el 1953. Ha estat doblada al català.

## Argument
Houdini és mag en un petit grup firaire. Coneix una jove estudiant de la qual s'enamora, en fa la seva companya, es fa molt famosa i desafia la mort dia rere dia, amb números extraordinaris i perillosos.

## Repartiment
- Tony Curtis: Harry Houdini
- Janet Leigh: Bess Houdini
- Torin Thatcher: Otto
- Angela Clarke: Sra. Weiss
- Stefan Schnabel: El procurador alemany
- Ian Wolfe: Fante
- Sig Ruman: Schultz
- Michael Pate: Dooley
- Connie Gilchrist: Sra. Shultz
- Frank Orth: M. Hunter
- Barry Bernard: Inspector Marlick
- Douglas Spencer: Simms

## Música
L'exitosa cançó Moonlight Shadow de Mike Oldfield, de 1983 en l'àlbum Crises, feia referència a aquest film.